# Order Świętego Jakuba od Miecza (Portugalia)
Order Wojskowy Świętego Jakuba od Miecza (port. Ordem Militar de Sant'Iago da Espada, nazwa pełna: Antiga, Nobilíssima e Esclarecida Ordem Militar de Sant'Iago da Espada, do Mérito Científico, Literário e Artístico) – portugalskie odznaczenie honorowe, które odziedziczyło swoją nazwę od wygasłego w 1834 Zakonu Santiago, a zostało przywrócone w 1918. Przyznawane jest za wybitne zasługi literackie, naukowe lub artystyczne.
Order dzieli się na sześć klas:
- I klasa: Wielki Łańcuch (Grande Colar – GCollSE)
- II klasa: Krzyż Wielki (Grã-Cruz – GCSE)
- III klasa: Wielki Oficer (Grande Oficial – GOSE)
- IV klasa: Komandor (Comendador – ComSE)
- V klasa: Oficer (Oficial – OSE)
- VI klasa: Kawaler/Dama (Cavaleiro/Dame – CavSE/DamSE)

Podobnie jak inne portugalskie ordery, tytuł Honorowego Członka Orderu Świętego Jakuba od Miecza (Membro-Honorário de Sant'Iago da Espada – MHSE) można nadać instytucjom i miejscowościom.
Od 1789 jego Krzyż Wielki jest częścią najważniejszego portugalskiego odznaczenia – Krzyża Wielkiego Wstęgi Trzech Orderów.

## Odznaczeni

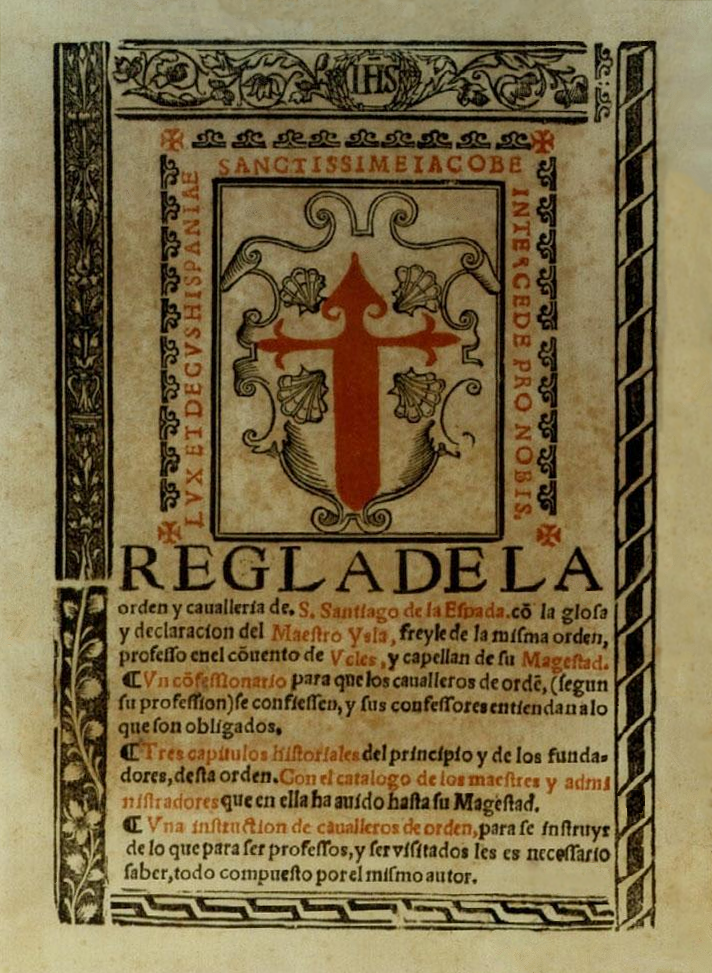
Regla de la orden y cavalleria de S. Santiago de la Espada / co(n) la glosa y declaracion del Maestro Ysla (1547).

Odznaczeni Wielkim Łańcuchem (lista pełna)
- 1972 – Emílio Garrastazu Médici, prezydent brazylijski
- 1975 – Léopold Sédar Senghor, prezydent senegalski
- 1975 – Nicolae Ceaușescu, prezydent rumuński
- 1975 – Valéry Giscard d’Estaing, prezydent francuski
- 1977 – Carlos Andrés Pérez, prezydent wenezuelski
- 1977 – Ernesto Geisel, prezydent brazylijski
- 1978 – Walter Scheel, prezydent niemiecki
- 1978 – Olaf V, król norweski
- 1978 – Jan Karol I, król hiszpański
- 1979 – Elżbieta II, królowa brytyjska
- 1980 – Sandro Pertini, prezydent włoski
- 1980 – Karl Carstens, prezydent niemiecki
- 1981 – João Figueiredo, prezydent brazylijski
- 1986 – José Sarney, prezydent brazylijski
- 1989 – Aristides Pereira, prezydent zielono-przylądkowy
- 1992 – Małgorzata II, królowa duńska
- 1993 – Hasan II, król marokański
- 1993 – Akihito, cesarz japoński
- 1996 – José Eduardo dos Santos, prezydent angolski
- 1996 – João Bernardo Vieira, prezydent gwineo-bissański
- 1997 – Joaquim Chissano, prezydent mozambicki
- 1997 – Fernando Henrique Cardoso, prezydent brazylijski
- 1998 – José Saramago, noblista portugalski
- 2006 – Arnold Rüütel, prezydent estoński
- 2008 – Karol XVI Gustaw, król szwedzki
- 2008 – Harald V, król norweski
- 2008 – Ivan Gašparovič, prezydent słowacki
- 2009 – Abdullah II, król jordański
- 2009 – Heinz Fischer, prezydent austriacki
- 2010 – Henryk, wlk. książę luksemburski
- 2010 – Matthew Festing, wielki mistrz kawalerów maltańskich
- 2016 – Muhammad VI, król marokański
- 2019 – Alexander Van der Bellen, prezydent austriacki
- 2019 – Sophia de Mello Breyner, pisarka portugalska

Polacy odznaczeni orderem (lista pełna)
- 1920: Kawaler – dr Eugeniusz Frankowski,
- 1932: Wielki Oficer – prof. Ferdynand Ruszczyc
- 1933: Krzyż Wielki – poseł nadzwyczajny Jan Perłowski